# Rafael Lozano-Hemmer
Rafael Lozano-Hemmer, né à Mexico au Mexique en 1967, est un artiste multimédia canadien. Considéré comme le diffuseur du concept de « l’architecture relationnelle », l’artiste joint les technologies numériques à l’architecture afin de concevoir des installations performatives et interactives.

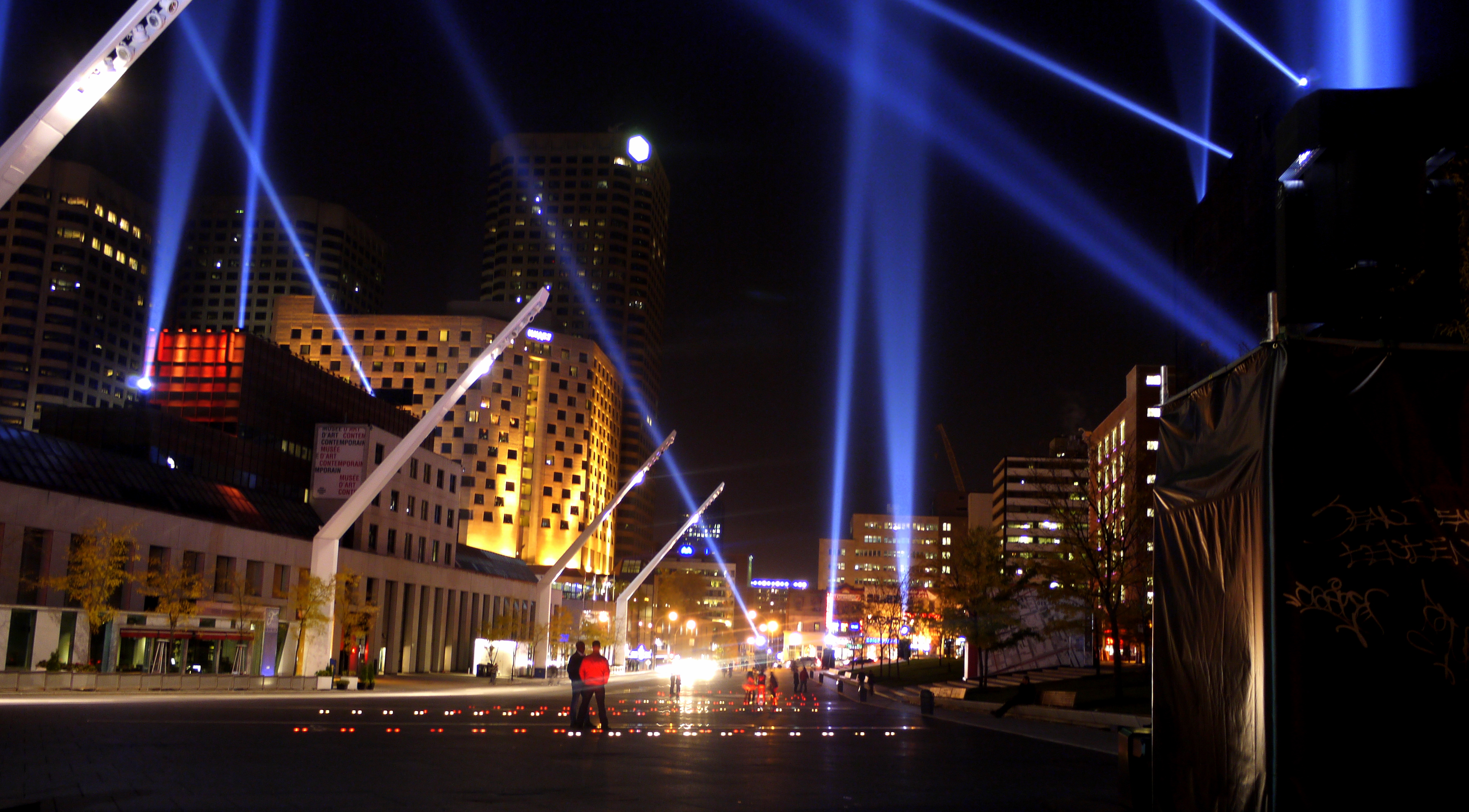
Intersection articulée. Architecture relationnelle 18, Rafael Lozano-Hemmer, 2011

## Biographie
Rafael Lozano-Hemmer, est un artiste mexicain d’origine espagnole et allemande. Ayant grandi à Madrid, en Espagne, au côté de parents propriétaires de boîtes de nuits et de salles de spectacles, Rafael Lozano-Hemmer naît dans un univers artistique. Dès son enfance, Rafael fait preuve d'un intérêt marqué pour la chimie et les technologies émergentes. Ainsi, ce dernier amorce, en 1985, un baccalauréat en chimie physique à l'Université de Victoria en Colombie-Britannique. Toutefois, peu de temps après son inscription à l'Université de Victoria, Rafael Lozano-Hemmer quitte l'Ouest canadien pour s'établir à Montréal. La même année, il obtient un emploi dans des laboratoires de reconnaissance moléculaire et publie ses recherches dans des revues scientifiques de chimie,. En 1989, il termine son baccalauréat en chimie physique et réalise une mineure en Histoire de l’art à l’Université Concordia. Fréquentant de plus en plus la sphère artistique montréalaise, Rafael Lozano-Hemmer commence sa carrière d’artiste vers 1990 en confectionnant des pièces sonores pour la Radio Art Exhibition d’Ottawa et réalise des performances multimédias théâtrales dans les galeries d’art québécoises. Dès lors, l’artiste participe à de nombreux événements d’art public de grandes ampleurs tel que la Biennale d'Istanbul en 2001 en Turquie, la Biennale de La Havane en 2000 à Cuba, ou encore le festival Ars Electronica en 2002 à Linz en Autriche. Progressivement, l'artiste dont la notoriété est de plus en plus importante, donne des conférences et des ateliers de formations, notamment à l’Université de Karlstad en Suisse en 1995, au Palacio de Correos de Madrid  en 1997 et à l’Université de Toronto en Ontario en 2002.
L’artiste s’intéresse aux rapports interactifs entre l’œuvre d’art et le spectateur. Par exemple, son œuvre Surface Tension, une installation orwellienne, réalisée entre 1992 et 1993 à l'Université Complutense de Madrid, présente sur un écran un grand œil qui suit les déplacements latéraux de l'observateur. De cette manière, l’observateur se retrouve observé à son tour. Cette œuvre questionne les visiteurs sur la société d’hypersurveillance de l’ère actuelle. Tout au long de sa carrière, Rafael s’inspire de diverses notions liées à la conception de l’espace telles que le concept de « l’architecture relationnelle ». Cette notion devient omniprésente dans l’ensemble des réalisations artistiques de l’artiste.

## Concept de «l’architecture relationnelle»
Rafael Lozano-Hemmer est connu pour avoir largement diffusé le concept d’« architecture relationnelle ». Cette notion, inspirée des pratiques artistiques de Lygia Clark et d’Hélio Oiticica, traite de l’importance de « l’objet relationnel ». En effet, lors des années 1960 et 1970, Lygia Clark et d’Hélio Oiticica s’intéressent aux sens des objets et à la relation que l'Homme entretient avec eux. En tant qu'artistes, ils défendent l’idée que les objets possèdent un sens, une valeur et une efficacité liée à un ensemble de relations symboliques précises. Selon Lygia Clark, les objets n’ont de sens qu’à travers leurs utilités et leurs interactions avec leurs usagers. Bref, l’importance de cette notion réside dans la relation entre une œuvre d’art interactive et la participation de son interlocuteur. Rafael Lozano-Hemmer adapte ce rapport à l’objet à l’environnement architectural. Selon l’artiste, son travail vise à attribuer d’autres fonctions aux bâtiments architecturaux afin que ceux-ci interagissent avec les citoyens. Le but est de donner aux bâtiments un sens autre pour lequel ils ont été conçus originellement. Rafael qualifie lui-même ses œuvres comme étant « habituellement [des] interventions éphémères conçues pour établir des relations architecturales et sociales à des endroits où des comportements inattendus sont susceptibles de survenir. [Il souhaite] que les bâtiments fassent semblant d'être autre chose que ce qu'ils sont, qu'ils se prêtent à une sorte de dissimulation.»

## Travail de l’artiste
Le travail de l’artiste en architecture relationnelle consiste à créer un contexte performatif où les bâtiments peuvent être investis d'une spécificité temporaire et où ils peuvent abandonner la fonction prédominante qu'on leur a attribuée. « […] Pour ce faire, [l’artiste emploie] des procédés technologiques d'amplification à grande échelle qui sont habituellement réservés aux opérations publicitaires et aux événements promotionnels orchestrés par les grandes entreprises. […] Grâce à des projections, des techniques robotiques, des procédés sonores, des connexions virtuelles et des capteurs localisés, l'apport et les réactions des participants peuvent faire partie intégrante de l'intervention, dont l'aboutissement est dicté par les actions du public. » Par exemple, la performance artistique biométrique intitulée Pulse Corniche, réalisée pour la première fois à Abu Dhabi, en 2015, comprenait un alliage de divers faisceaux de lumières projetées dans le ciel par de puissants projecteurs robotiques don l’intensité d’éclairage et l’orientation était régulé par la fréquence cardiaque des participants. Or, cette œuvre d’art public vise à susciter une expérience immersive unique et intime entre les citoyens et l’espace public.
« Mon travail se situe quelque part entre l'architecture et les arts de performances. Pour moi, c'est une priorité de créer des expériences sociales plutôt que de générer des objets de collection. La plupart du temps, je travaille avec mon collaborateur Will Bauer, mais aussi avec des photographes, des développeurs, des architectes, des linguistes, des écrivains, des compositeurs, des acteurs ou tout autres membres du personnel qui pourraient être nécessaires selon le contexte du projet. » [Citation de Rafael Lozano-Hemmer]

## Œuvres
Ci dessous, quelques œuvres charnières de la carrière de Rafael Lozano-Hemmer ;

### Vectorial Elevation (1999)

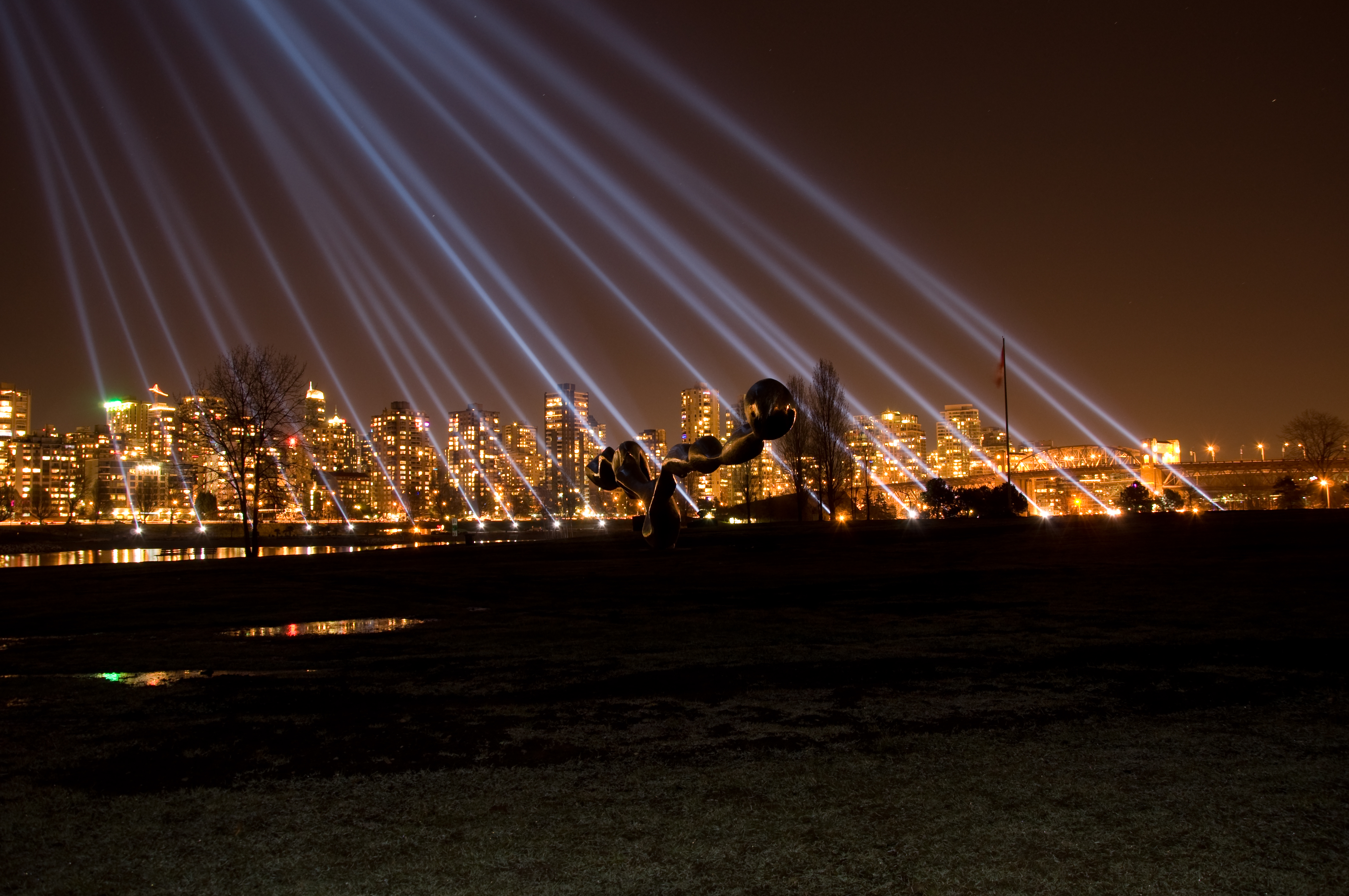
Rafael Lozano-Hemmer Vectorial Elevation, Vancouver 2010.

Réalisée pour la première fois en 1999, à Mexico, l’œuvre Vectorial Elevation est un projet d'art interactif commandé par la ville afin de célébrer l’arrivée du troisième millénaire. Cette œuvre de performance, installée à la place Zócalo soit, dans le centre historique de la ville, comprenait dix-huit projecteurs de faisceaux lumineux qui pouvaient être vus à une distance de 15 kilomètres. Chacun des projecteurs était contrôlé par un programme de simulation 3D. Lors de l’inauguration Vectorial Elevation, le programme de simulation a été mis à la disposition du public via le site web www.alzado.net. Le site, spécialement conçu pour l’œuvre, invitait les participants à télécharger le programme de simulation afin que ceux-ci aient la possibilité de contrôler, en temps réel, l’orientation, le nombre et le mouvement des projecteurs de faisceaux lumineux de la place Zócalo. L’objectif de Vectorial Elevation était d’inviter le public à créer une œuvre performative et collective à l’aide de nouvelles technologies numériques. Rafael Lozano-Hemmer lie ainsi son concept de l’architecture relationnelle avec sa volonté d’utiliser les technologies émergentes afin de créer une nouvelle relation entre les citoyens et leur environnement urbain,,.

### Bilateral Time Slicer (2016)
L'oeuvre Bilateral Time Slicer exposée pour la première fois en 2016 à Miami, comprend un système de suivi biométrique qui détecte le visage des visiteurs de l’exposition afin de trouver l'axe de symétrie de celui-ci. Lorsque l'axe de symétrie est parfaitement vertical, l'ordinateur divise l'image en direct de la caméra en deux tranches. Cette image est alors enregistrée et visible dans l’œuvre pour une durée de 25 minutes de sorte que les nouveaux participants voient leurs propres images s’enregistrer auprès des images plus anciennes. Lorsque personne ne consulte l’œuvre, le système génère automatiquement une composition d’image à l’aide des photos des anciens participants. L’œuvre a été inspirée par les sculptures Time-lapse. Elle trouve également son inspiration dans les masques traditionnels tels que les masques à trois faces d’origine Aztec et rappelle les avatars de Vishnu présent dans la cosmogonie hindouiste. Finalement, l’œuvre insuffle l’influence d’artistes modernes et contemporains tels que Marcel Duchamp, Giacomo Balla, Marta Minujín, Kanemaki Jisai et Schatz.

### Call on Water (2016)
L'oeuvre L’Appel sur l'eau est une fontaine d'eau électronique réalisée en 2016 pour le musée d'art électronique de Bâle en Suisse (HeK Haus der elektronischen Künste Basel). Cette « fontaine électronique » utilise des centaines d’atomiseurs à ultrasons afin de produire des panaches de vapeur froide. Cette technologie est contrôlée par un ordinateur placé sous le bassin d'eau réfléchissant. La vapeur, projetée par la fontaine, écrit des mots et recompose les poèmes de l’écrivain mexicain Octavio Paz. Ainsi, lorsque les mots d’un poème jaillissent de l’eau, ceux-ci s’inscrivent brièvement dans l’espace tangible puis disparaissent pour laisser place à de nouveaux mots.
Voici une traduction française de l’un des dix poèmes projetés par l’œuvre :
Poème d’Octavio Paz : Le projet des ombres 2006 (extraits choisi)« Pour voir le monde il suffit de l’épeler. » « Miroir de mots : où étais-tu ? » « Mes paroles montrent la flaque de ma mémoire. » « Les syllabes d'eau brillent dans un bosquet de réflexions, » « De nuages échoués, de bulles au-dessus d'un fond qui change de l'or à la rouille. » « Les ombres ondulent, l’échos clignote, » « Les écrits non faites de signes, mais de murmures. » « Mes yeux ont soif. » « La flaque d’eau est stoïcienne : l'eau est pour la lecture, mais n’est pas à boire. » « Le soleil des hautes plaines évapore les flaques. » « Seulement un peu de poussière déloyale reste auprès de quelques reliques intestats. » « Où étais-je, ? »

### Œuvre

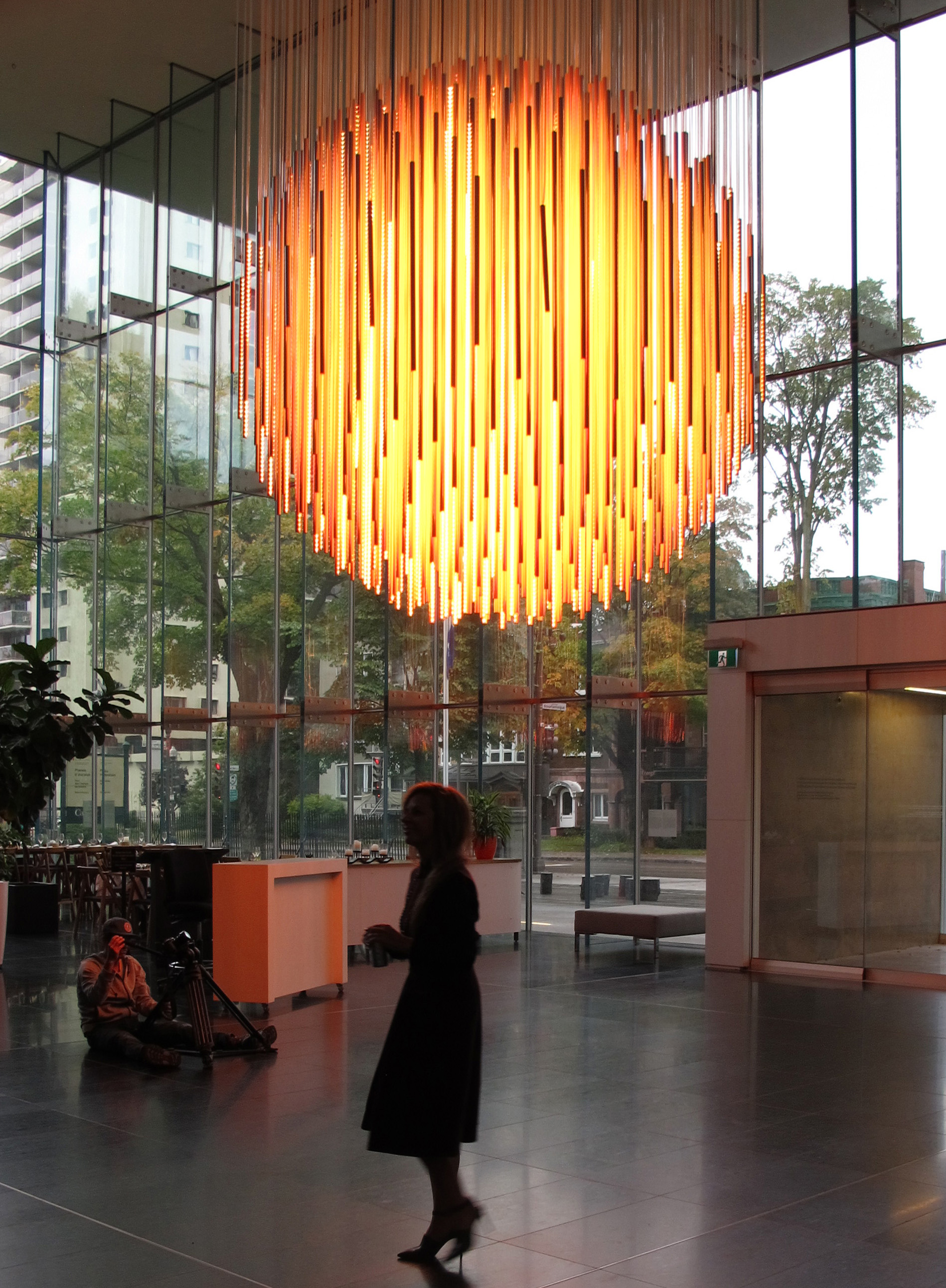
Solar Equation au Musée national des beaux-arts du Québec en 2018.

- 1992: Surface Tension[20],[21]
- 2014 : Nineteen Eighty-Four
- 2015 : Pulse Corniche
- 2015 : Zoom Pavilion
- 2015 : Babbage Nanopamphlets
- 2015 : Level of Confidence
- 2015 : External Interior
- 2015 : 1984x1984
- 2015 : Redundant Assembly
- 2015 : Airborne Series
- 2016 : Bilateral Time Slicer
- 2016 : Population Theatre
- 2016 : Call on Water
- 2016 : Sway[1]
- 2018 : Solar Equation[22]

## Expositions

### Individuelles
- 1992 : Sur la même main, mais dans une différente veine, Galerie Stornaway, Montréal, Québec, Canada.
- 1997 : Re: Positioning Fear (organisée par Charlotte Pöchacker), 3e biennale de l’International Film+Architektur, Graz, Australie.
- 1999 : Vectorial Elevation, Zócalo, Mexico, Mexique.
- 2001 : Cluster Airport (organisée par Pat Binder), Foto / Graphik Galerie Käthe Kollwitz, Berlin, Allemagne.
- 2001 : Body Movies (organisée par: Alex Adriaansens et Andreas Broeckmann), pour la Capitale culturelle de Festival de l' Europe, V2 Grounding, Rotterdam, Pays-Bas.
- 2002 : Body Movies (organisée par Eddie Berg et Lewis Biggs), pour la Biennale de Liverpool, Williamson Place, Liverpool, Royaume-Uni.
- 2002 : Deux origines (organisée par Marta Gili), pour le Printemps de Septembre, à la place du Capitole, Toulouse, France.
- 2002 : Vectorial Elevation (organisée par Juan Guardiola et Javier González de Durana), pour le projet d' ouverture de Artium pour le Musée d'art contemporain de Vitoria-Gasteiz, en Espagne.
- 2002 : Vectorial Elevation, Zócalo, Mexico, Mexique.
- 2003 : Architectures relationnelles (organisée par Priamo Lozada) au Laboratorio del Arte Alameda, Mexico, Mexique.
- 2003 : Suspension Amodal, un projet d'ouverture du Centre Yamaguchi pour l'art et des médias, Yamaguchi, Japon.
- 2005 : 33 Questions par minute (organisée par Andreas Broeckman) pour le Spots Mediafaçade, avec les réalités : uni,

```
Potsdamer Platz
 10, 
Berlin
, 
Allemagne
.
```

- 2005 : Subsculptures, réalisé pour la galerie Guy Bärtschi, Genève, Suisse.
- 2007 : Certaines choses se produisent plus souvent que tout le temps (commissaire : Príamo Lozada et Bárbara Perea), pour le Pavillon du Mexique, 52e Biennale de Venise, Venise, Italie.
- 2008 : Fréquence et Volume (commissaire : Francesco Manacorda et Ariella Yedgar), pour The Curve, Barbican Centre, Londres, Royaume-Uni, le 9 octobre - 18 janvier 2009. Commandé par Kate Rich.
- 2009 : Levels of Nothingness pour le musée Guggenheim, New York, New York, États-Unis.
- 2010 : Pulse Afficher (organisée par David Familian), Beall Centre, université de Californie, Irvine (Californie), États-Unis.
- 2010 : Enregistreurs, Manchester Art Gallery, Manchester, Royaume-Uni.
- 2011 : Trackers pour La Gaîté-Lyrique, Paris, France.
- 2011 : Pulse Spiral, pour Pei Ling Chan Gallery, Savannah College of Art and Design, Savannah, Géorgie, États-Unis.
- 2012 : Open Air pour Philadelphie en direct Arts, Association pour l'art public. Philadelphie, Pennsylvanie, États-Unis.
- 2013 : Tableau Matriz de Voz / Voice, Casa Daros Rio, Rio de Janeiro, au Brésil.
- 2013 : Respiration circulaire Vicious (organisée par Kathleen Forde), pour Borusan contemporain, Istanbul, Turquie.
- 2014 : Un projet d'ombres (organisée par Cecilia Andersson), pour Bildmuseet, Umeå, Suède.
- 2014 : Signos e indices pour NC-arte, Bogota, Colombie.
- 2015 : Pseudomatismos pour le musée universitaire d’art contemporain de Mexico, Mexico, Mexique.
- 2015 : Lapsus Lumen pour la galerie de Bitforms, New York.
- 2015 : Polynômes pour Art Bärtschi & Cie, Genève, Suisse.
- 2016 : États Transition (organisée par: Natalie Marsh) pour la Gallery de Gun à Gambier, Ohio, États-Unis.
- 2016 : Preabsence (organisée par: Sabine Himmelsbach) pour Haus der elektronischen Künste Basel, Bâle, Suisse[8].

### Collectives
- 2015 : Cómo hacer con arte palabras pour MUSAC, León, Espagne.
- 2015 : Art Basel Miami Beach pour la Galerie OMR, Miami, Floride, États-Unis.
- 2015 : Big Data Bang pour la Somerset House, Londres, Royaume-Uni.
- 2015 : Untitled Art Fair pour la galerie de Bitforms, Miami, Floride, États-Unis.
- 2015 : Nivel de Confianza pour Pinta Miami Art Foundation Aluna, Miami, Floride, États-Unis.
- 2016 : Untitled Art Fair pour la galerie Bitforms, Miami, Floride, États-Unis.
- 2016 : Bienal de Cuenca (organisée par: Dan Cameron) pour la Casa Bienal, Cuenca, en Équateur.
- 2016 : Nivel de Confianza pour le Festival de Post-Screen, Lisbonne, Portugal.
- 2017 : Exposition Universelle - Expo 2017 (organisée par Jérôme Neutre), Pavillon Art à Expo 2017, Astana, Kazakhstan.
- 2017 : Wavefunction, Université du Michigan Museum of Art, Ann Arbor, Michigan, États-Unis.
- 2017 : ARCO '17, Galería Max Estrella, Madrid, Espagne.
- 2017 : Vues virtuelles : L'art numérique de la Fondation Thoma, Knoxville Museum of Art, Knoxville (Tennessee), États-Unis[23].

## Commandes à l’artiste
- 1999 : Commande d’installation artistique pour les célébrations du millénaire à Mexico.
- 2001 : Commande d’installation artistique pour la capitale culturelle de l'Europe à Rotterdam.
- 2003 : Commande d’installation artistique pour le Sommet mondial de l'ONU des villes de Lyon.
- 2003 : Commande d’installation artistique pour l'ouverture de la Centre YCAM au Japon
- 2004 : Commande d’installation artistique pour l'expansion de l'Union européenne à Dublin.
- 2006 : Commande d’un œuvre d'art public pour la place du marché à Derby, Royaume-Uni.
- 2008 : Commande d’installation artistique pour le mémorial pour la Tlatelolco Student Massacre à Mexico.
- 2010 : Commande d’installation artistique pour les Jeux olympiques d'hiver à Vancouver.
- 2015 : Commande d’installation artistique pour l'exposition pré-ouverture le Guggenheim à Abou Dabi (2015)[8].

## Distinctions
- 1991 : Bourse circulation, ministère des Affaires culturelles du Québec.
- 1995 : 2e prix, Cyberstar, Cologne, Allemagne.
- 1995 : Art Interactive Mention honorable, Ars Electronica 1995, Linz, Autriche.
- 1996 : Meilleur installation, Prix des médias numériques interactifs 1996, Toronto, Ontario, Canada.
- 1998 : Art Interactive Mention honorable, Ars Electronica 1998, Linz, Autriche.
- 2000 : Distinction, SFMOMA Webby Awards 2000 (en), San Francisco, Californie, États-Unis.
- 2000 : Prix d’excellence, des médias Arts Festival 2000, CG Arts, Tokyo, Japon.
- 2000 : Finaliste, Medienkunstpreis 2000, ZKM, Karlsruhe, Allemagne.
- 2000 : Art interactif de Golden Nica, Ars Electronica 2000, Linz, Autriche.
- 2001 : Membre du jury pour la Fondation Daniel Langlois, Montréal, Québec, Canada.
- 2002 : prix international Bauhaus 2002 1er prix, Dessau, Allemagne.
- 2003 : World Technology Award Réseau des Arts, San Francisco, Californie, États-Unis.
- 2003 : Bourse Rockefeller, Fellowship, New York, États-Unis.
- 2003 : Trophée de Lumière à Lyon, France.
- 2003 : Titre du meilleur Installation interactive, HorizonZéro, Banff, Alberta, Canada.
- 2003 : prix Rave de l’artiste de l’année » du Wired Magazine.
- 2005 : Deux BAFTA British Academy Awards dans le cadre de « Interactive Art » à Londres.
- 2011 : Joyce Award, La Fondation Joyce, Chicago, Illinois, États-Unis
- 2011 : Dotation nationale pour la subvention des Arts pour Open Air, Washington, District of Columbia, États-Unis.
- 2012 : Joyce Award, La Fondation Joyce, Chicago, Illinois, États-Unis.
- 2013 : prix du Golden Nica de l’Art Électronique d’Autriche.
- 2015 : prix du gouverneur général du Canada[8].
- 2017 : Compagnon de l'ordre des arts et des lettres du Québec[24], honneur décerné par le Conseil des arts et des lettres du Québec.